# Kremná
Kremná é um município da Eslováquia, situado no distrito de Stará Ľubovňa, na região de Prešov. Tem 4,14 km² de área e sua população em 2018 foi estimada em 97 habitantes.

## Demografia
| Ano:        | 1994 | 2004    | 2014    | 2024   |
| ----------- | ---- | ------- | ------- | ------ |
| Broj ljudi: | 137  | 110     | 95      | 98     |
| Razlika:    |      | -19,70% | -13,63% | +3,15% |

| Ano:               | 2023 | 2024   |
| ------------------ | ---- | ------ |
| Número de pessoas: | 101  | 98     |
| Diferença:         |      | -2,97% |